# 放駒部屋
放駒部屋（はなれごまべや）は、日本相撲協会所属で二所ノ関一門の相撲部屋。ここでは前身の松ヶ根部屋（1990年 - 2014年）、二所ノ関部屋（2014年 - 2021年）についても説明する。

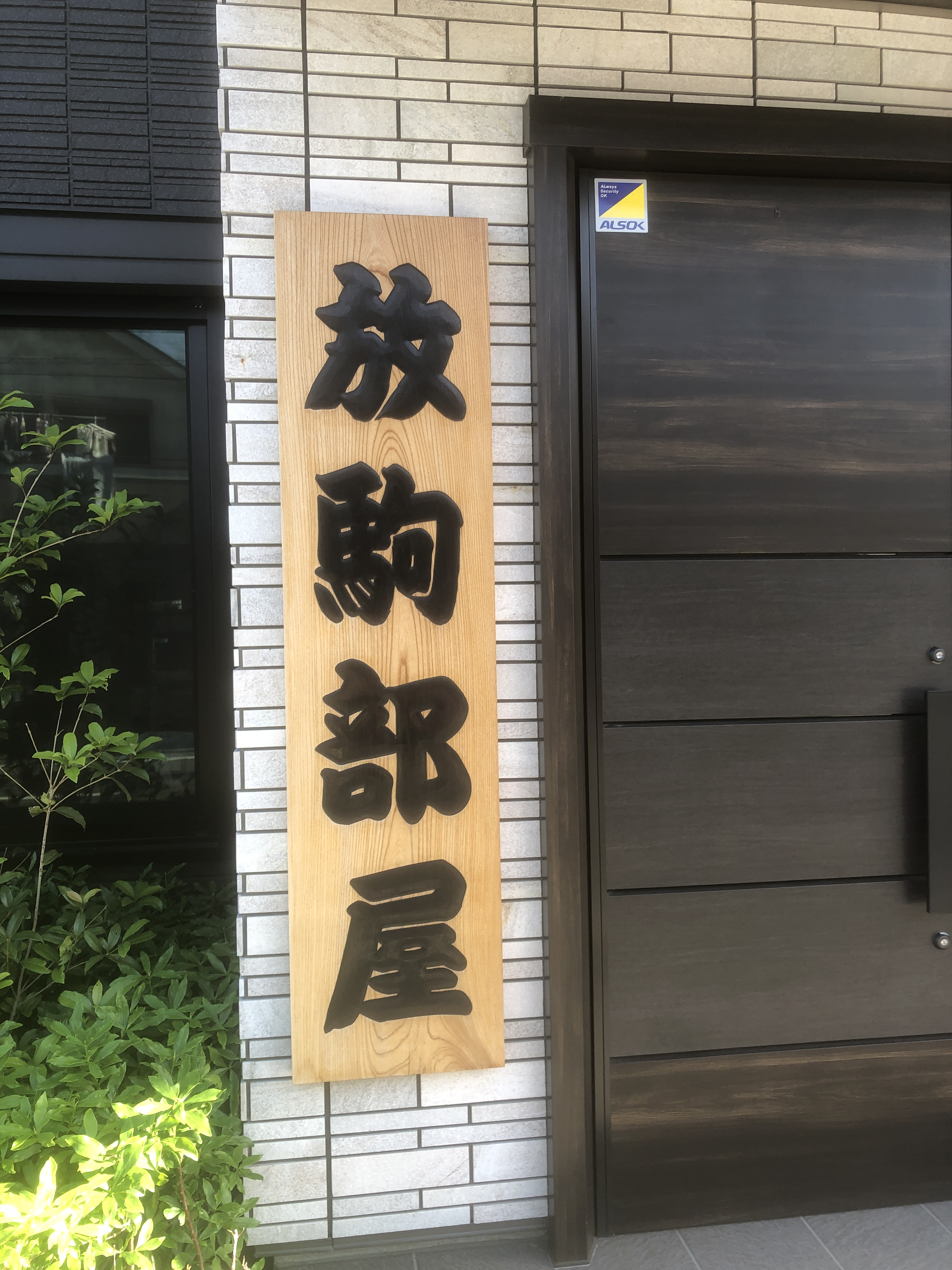

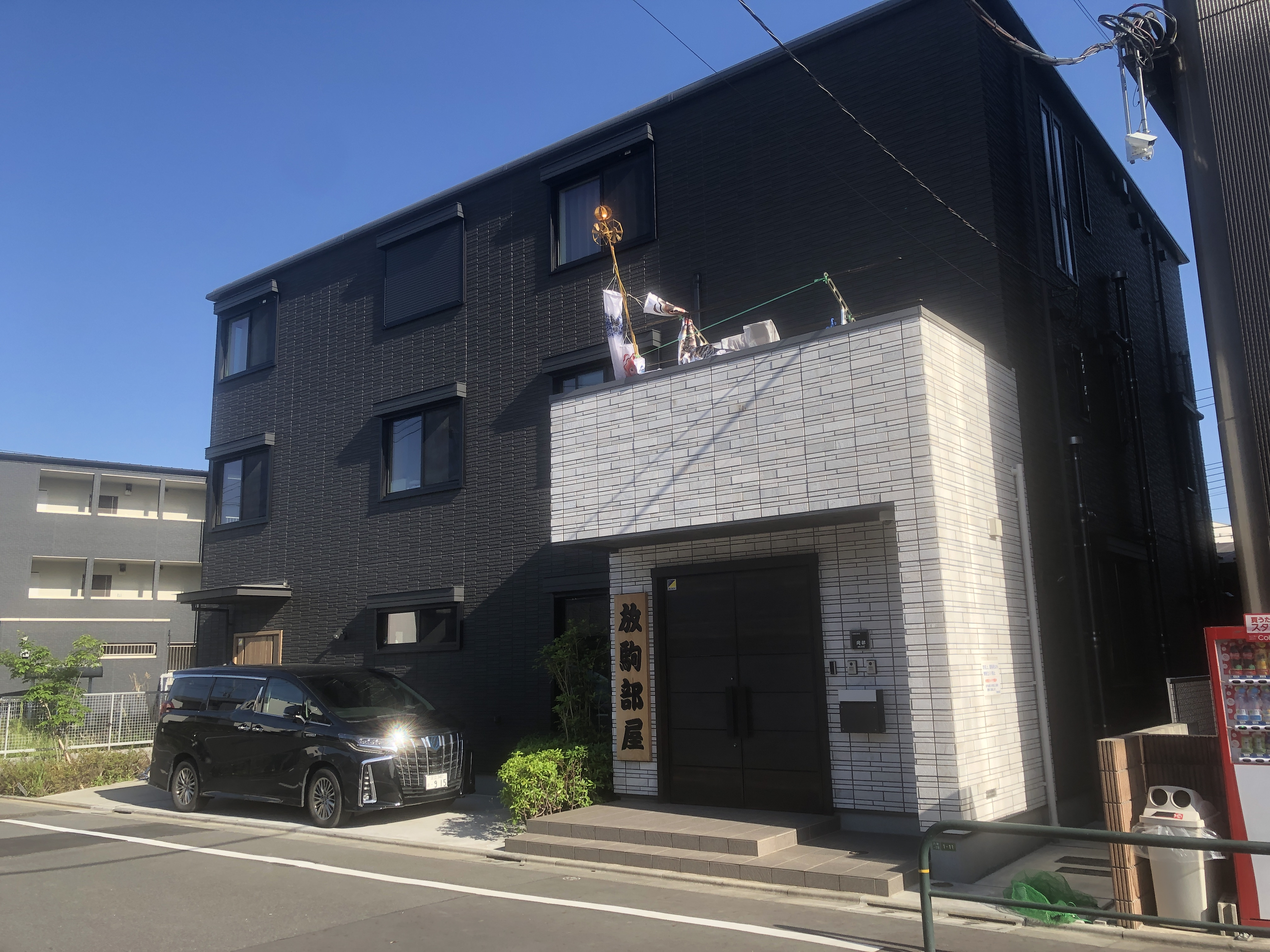

## 歴史

### 松ヶ根部屋
1987年（昭和62年）7月場所に現役を引退し、以降は二子山部屋の部屋付き親方となっていた年寄・9代松ヶ根（元大関・若嶋津）が、1990年（平成2年）2月18日に内弟子2人を連れて二子山部屋から分家独立して松ヶ根部屋を創設し、千葉県船橋市に拠点を置いた。
1999年3月場所に新十両へ昇進した若孜を最初として一時期は4人の関取を擁したが、2006年11月場所に春ノ山が引退したのち関取不在が続いた。2010年5月場所で松谷（現・松鳳山）が新十両へ昇進し、松鳳山は2013年1月場所で部屋初の三役力士となった。
2013年1月28日に閉鎖された二所ノ関部屋から10代二所ノ関（元関脇・金剛）ら年寄3人・行司1人・床山1人を受け入れた。2014年11月24日に片男波部屋から18代放駒（元関脇・玉乃島）と11代二所ノ関（元幕内・玉力道）が移籍して部屋付き親方となった。

### 二所ノ関部屋
2014年12月1日、9代松ヶ根と11代二所ノ関が名跡を交換し、同日付で部屋名は二所ノ関部屋に改められた。「二所ノ関部屋」は二所ノ関一門を代表する部屋の名前であり、2013年1月に旧二所ノ関部屋が閉鎖されて以降、一門内では二所ノ関部屋の復活を望む意見があったことが、この部屋名改称につながった。部屋名変更に伴い、松ヶ根部屋に所属していた12代二所ノ関を含む年寄5人と松鳳山ら所属力士12人・行司2人・呼出2人・床山2人は引き続き二所ノ関部屋の所属となった。部屋の施設も引き続き松ヶ根部屋のものを使用した。

### 放駒部屋
2021年（令和3年）12月24日に12代二所ノ関の停年（定年）退職を翌月に控え、部屋付きの18代放駒が二所ノ関部屋を継承した。これに伴い部屋名を同日付で放駒部屋と改め、旧二所ノ関部屋の関係者は片男波部屋に転属した床山1人を除き全員が放駒部屋の所属となった。12代二所ノ関は同日付で荒磯部屋師匠の16代荒磯（元横綱・稀勢の里）と名跡を交換し、17代荒磯として放駒部屋の部屋付き親方となり、荒磯部屋が新・二所ノ関部屋として活動する。放駒部屋発足直後は千葉県船橋市の旧二所ノ関部屋を拠点としたが、東京都足立区へ移転を計画して新築工事を進めた。
2022年4月9日に東京都足立区六町に新築した新しい部屋で土俵祭りを行い、後援会関係者らを招いて部屋開きを行った。

## 所在地
- 東京都足立区六町1丁目1-11
- つくばエクスプレス六町駅徒歩7分[7]

## 師匠
松ヶ根部屋時代
- 9代：松ヶ根六男（まつがね むつお、大関・若嶋津、鹿児島）

二所ノ関部屋時代
- 12代：二所ノ関六男（にしょのせき むつお、大関・若嶋津、鹿児島）

放駒部屋時代
- 18代：放駒 新（はなれごま あらた、関脇・玉乃島、福島）

## 部屋付き親方
- 松ヶ根 栄来（まつがね ひでき、前8・玉力道、東京）※片男波部屋より移籍

## 力士

### 現役の関取経験力士
- 一山本大生（前8・北海道）12代二所ノ関、18代放駒弟子
- 島津海空（前12・鹿児島）9代松ヶ根→12代二所ノ関、18代放駒弟子

### 幕内
小結
- 松鳳山裕也（福岡）9代松ヶ根→12代二所ノ関、18代放駒弟子

前頭
- 春ノ山竜尚（前10・愛知）9代松ヶ根弟子
- 若光翔大平（前14・兵庫）9代松ヶ根弟子
- 若孜浩気（前12・和歌山）9代松ヶ根弟子

### 十両
- 若東龍秀史（十3・茨城）9代松ヶ根弟子

## 旧・放駒部屋

### 沿革
「力士は土俵あってこその命。休場は試合放棄と同じ」の名言で知られ、クリーン大関として絶大な人気を誇った花籠部屋（二所ノ関一門）の元大関・魁傑は、1979年（昭和54年）1月場所限りで引退して17代放駒を襲名、花籠部屋の部屋付き親方に就任していた。
1981年（昭和56年）2月1日付で、大ノ国（のち第62代横綱）ら数名の内弟子を連れて花籠部屋から分家独立して放駒部屋を創設、花籠部屋、二子山部屋と共に阿佐ヶ谷勢の一翼を担った。
1985年（昭和60年）7月場所後に一番弟子の大乃国が大関に昇進する。
この1985年（昭和60年）12月、12代花籠（元横綱・輪島）が自身の年寄名跡を借金の担保にしていた問題の責任を取って廃業した。花籠部屋出身で二所ノ関一門の総帥であった二子山（横綱・初代若乃花）に指名されて、閉鎖された花籠部屋の弟子全員を引き取ることになり、放駒部屋は小部屋から一気に大部屋へと躍進した。
大関の大乃国は、1987年（昭和62年）5月場所で全勝優勝して放駒部屋で初めて優勝し、同9月場所後に第62代横綱へ昇進した。小結の花乃湖など関取を輩出したものの、1990年代以降は大乃国が引退して部屋の勢力が衰え、2001年（平成13年）1月場所で新十両へ昇進した駿傑が部屋最後の関取となった。
2010年（平成22年）8月大相撲野球賭博問題の渦中に、17代放駒は現役時代のクリーン大関と言われた高潔さと長年執行部で発揮した事務処理能力の高さを認められ、第11代日本相撲協会理事長に就任した。2012年（平成24年）1月場所後に退任して相談役に就任した。理事長在職1年5か月は過去最短だが、「最悪の時代を乗り切った最大の功労者であると同時に最大の犠牲者」で「存亡の危機に大相撲を救った希代の名理事長」と評価された。
2013年（平成25年）2月15日に17代放駒が停年を迎えることに伴い、同年2月7日付で放駒部屋は閉鎖され、所属力士や行司ら12人は弟子の大乃国が創設した芝田山部屋へ移籍した。この中には、のちに十両に昇進した魁、若乃島も含まれる。

### 師匠
- 17代：放駒 輝門（はなれごま てるゆき、大関・魁傑、山口）※第11代日本相撲協会理事長

### 力士
（太字は1985年に花籠部屋から移籍）

#### 横綱・大関
横綱
- 大乃国康（62代・北海道）

#### 関脇・小結
小結
- 花乃湖健（秋田）

#### 前頭
- 花ノ国明宏（前1・大阪）
- 三杉磯秀人（前2・青森）
- 駿傑悠志（前12・埼玉）
- 駒不動大助（前13・富山）

#### 十両
- 花ノ藤昭三（十1・熊本）
- 若乃海正照（十4・秋田）
- 秀ノ花行秀（十5・山梨）
- 輪鵬和久（十11・福岡）
- 花龍真吾（十12・熊本）

#### 幕下
- 若乃島史也（鹿児島）※芝田山部屋移籍後、最高位十両7
- 魁猛（モンゴル）※芝田山部屋移籍後、最高位十両10